# Hartwig Mauritz

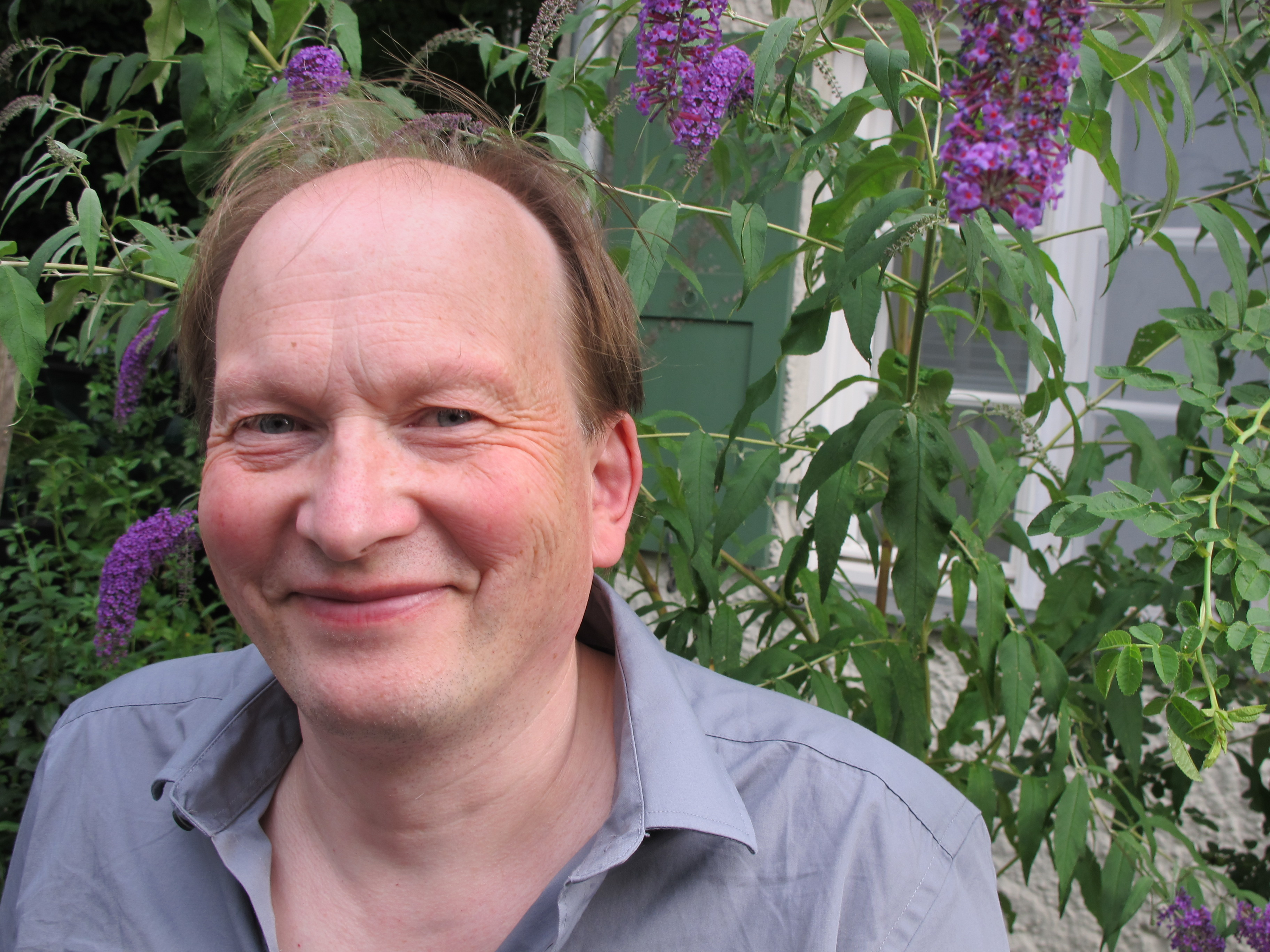
Hartwig Mauritz 2016

Hartwig Mauritz (* 27. März 1964 in Eckernförde) ist ein deutscher Autor.

## Leben und Werk
Nach seinem Abitur in Kiel studierte Hartwig Mauritz Elektrotechnik in Braunschweig und war anschließend als wissenschaftlicher Mitarbeiter an der Universität Gesamthochschule Wuppertal tätig. Seine Referendariatszeit für das Lehramt der Sekundarstufe II absolvierte er in Duisburg und Moers. Seit 1995 arbeitet er in diesem Bereich als Lehrer am Berufskolleg der Städteregion Aachen in Alsdorf.
Parallel zu seinem Beruf beschäftigt sich Mauritz schon seit vielen Jahren mit der Lyrik. Er greift in seinen Texten neben geschichtlichen Themen auch vieles aus dem Bereich der Naturwissenschaften auf und wurde mehrfach ausgezeichnet. So wurde er unter anderem in der Laudatio zum Dresdner Lyrikpreis 2016 als Nachfahre von Hans Magnus Enzensberger und Lars Gustafsson gefeiert und über sein Schaffen vermerkt: Dieses physikalische Weltbild erhält seine poetische Aufladung und Inspiriertheit durch einen gehörigen Schuss Metaphysik, der erst aus dem Nüchternen das Wunderbare, aus Wissenswertem den Zündfunken von Geheimnissen werden lässt, der den Gedichten ihr transzendentes Ingenium verleiht. Seine Texte erscheinen hauptsächlich im Rimbaud Verlag, sowie in verschiedenen Literaturzeitschriften (z. B.: außer.dem, Der Dreischneuß, Federwelt, Krautgarten, Signum) und Anthologien.
Darüber hinaus gehörte Mauritz viele Jahre zum Vorstand des Literaturbüros der Euregio Maas-Rhein und leitet weiterhin einen offenen Lyriktreff im Aachener Kulturhaus Barockfabrik. Hartwig Mauritz lebt derzeit in Vaals in den Niederlanden.

## Einzeltitel
- die toten schlafen fest, Rimbaud Verlag, Aachen 2023, ISBN 978-3-89086-391-7
- Schwarze Landschaft aus dem Brillenetui nachts, Rimbaud Verlag, Aachen 2021, ISBN 978-3-89086-373-3
- Zentralgestirn, Rimbaud Verlag, Aachen 2020, ISBN 978-3-89086-222-4
- wälder kommen auf uns zu, Rimbaud Verlag, Aachen 2017, ISBN 978-3-89086-350-4
- Rumor der Frösche auf den dünnen Flächen der Physik, Lyrik Edition 2000, München 2012
- Biotope, Lyrik Edition 2000, München 2008
- Echogramme, Marienblatt Verlag, Lübeck 2004

## Auszeichnungen
- 2016 2. Preis beim Feldkircher Lyrikpreis
- 2014 Floriana (2. Preis)[2]
- 2014 Finalist des Lyrikpreises Meran
- 2012 Dresdner Lyrikpreis
- 2007 3. Preis beim Irseer Pegasus
- 2006 Finalist beim Lyrikpreis Meran